# 파이어 엠블렘 암흑룡과 빛의 검
《파이어 엠블렘 암흑룡과 빛의 검》은 인텔리전트 시스템즈와 닌텐도 개발 제일부가 개발하고 닌텐도가 배급한 전략 롤플레잉 게임이다. 《파이어 엠블렘》 시리즈의 첫 게임으로 1990년 4월 20일 패밀리 컴퓨터 기종으로 출시됐다.
디자이너이자 작가였던 카가 쇼조가 주도해 기획됐으며 1987년 경부터 개발이 시작됐다. 동시대의 전략 게임 《패미컴 워즈》와 롤플레잉 비디오 게임의 이야기를 합친 게임을 제작하는 것이 목표였다고 한다. 프로듀서는 요코이 군페이, 디렉터는 테라사키 케이스케, 음악은 츠지요코 유카가 담당했다.
1992년에 패밀리 컴퓨터 기종으로 후속작 《파이어 엠블렘 외전》이 발매됐으며, 1994년에 슈퍼 패미컴으로 발매된 《파이어 엠블렘 문장의 수수께끼》에 일부 부분이 리메이크되어 수록됐다. 2008년에는 닌텐도 DS로 완전 리메이크 작품 《파이어 엠블렘 신 암흑룡과 빛의 검》이 출시됐다.
이후 디지털 플랫폼 버추얼 콘솔을 통해 일본에서 Wii, 닌텐도 3DS 및 Wii U로 재발매됐다. 2020년 12월 4일에는 추가 기능이 포함된 닌텐도 스위치 이식판이 발매됐으며, 최초로 영어 현지화 버전이 일본 외 지역에서 함께 출시됐다.

## 게임플레이
《파이어 엠블렘 암흑룡과 빛의 검》은 전략 롤플레잉 게임으로 주인공 마르스를 주축으로 군대를 양성해 아카네이아 대륙을 무대로 하는 주캠페인을 플레이한다.

## 발매
일본에서 패밀리 컴퓨터판이 버추얼 콘솔로 재발매됐다. 2009년 10월 20일에 Wii로, 2012년 8월 1일에 닌텐도 3DS로, 2014년 6월 4일에는 Wii U로 출시됐다.

## 참조
1. ↑  일본어: ファイアーエムブレム 暗黒竜と光の剣
2. ↑  영어판 제목 《파이어 엠블렘: 그림자 용과 빛의 검》(Fire Emblem: Shadow Dragon & the Blade of Light)